# Людвігові хитрому – ура! ура! ура!
«Людвігові Хитрому — ура, ура, ура!» — повість-казка шведського письменника Яна Улофа Екгольма, написана у 1965 році.

## Тема та ідея твору
Тема твору: Дружба лисеняти і курчати та подолання стереотипів. У казці розповідається, як лисеня Людвіг і курча Тутта навчаються довіряти одне одному, попри традиційні уявлення про «хижаків» і «жертв».
Головна думка: Доброта, взаєморозуміння та сміливість допомагають долати бар'єри між різними світами.

## Композиція твору
- Зав'язка. Лисеня Людвіг XIV відрізняється від інших лисиць: не любить полювати на курей і хоче дізнатися більше про навколишній світ. Сміливий і допитливий, виходить з дому у свою першу мандрівку.
- Розвиток подій. Людвіг не відповідає стандартам поведінки своєї родини, що призводить до проблем. Тутта, курча з іншої родини, також виявляє інтерес до Людвіга. Вони починають дізнаватися один про одного. Від початку між ними є недовіра та упередженнями через свої природні відмінності: лисеня — хижак, а курча — жертва. Вони намагаються подолати страх і недовіру, що виникають у їхньому оточенні.
- Кульмінація. Людвіг і Тутта об'єднуються і починають допомагати один одному, знаходячи шляхи до гармонії. Вони створюють свою власну реальність, де дружба важливіша за стереотипи та забобони.
- Розв'язка. Дружба Людвіга і Тутти перемогла всі труднощі. Персонажі разом долають перешкоди, і їхні стосунки стають прикладом для інших. Оточення починає розуміти важливість взаємопідтримки.

## Особливості жанру
За жанром твір — повість-казка, оскільки він поєднує елементи казкової фантастики з реалістичними рисами, властивими повісті. Твір має казкову атмосферу з традиційними мотивами дружби, пригод, боротьби добра зі злом. Через казковий світ висвітлюються актуальні проблеми. Події подаються в логічній послідовності, що характерно для повісті. Є зав'язка, розвиток подій, кульмінація та розв'язка. Характери героїв розкриваються через дії та діалоги, що ближче до реалістичних текстів.
Поєднання рис двох жанрів — казки й повісті — дозволяє розповісти більше про пригоди героїв і глибше розкрити їхні характери.

## Персонажі казки
Головними героями є лисеня Людвіг XIV і курча Тутта Карлсон, які долають стереотипи про «вічну ворожнечу» лисиць та курей. Їхня дружба не тільки рятує курячу родину, але й показує, що щирі стосунки можуть змінити світ на краще. Людвіг символізує індивідуальність, здатність відмовитися від усталених традицій, а Тутта — сміливість довіряти іншим. Вони змінюються, розвиваються, і через їхні дії читач бачить поступове усвідомлення важливості довіри та дружби.
Тутта Карлсон — маленьке пухнасте курча. Мудра, смілива та віддана, довіряє Людвігові, попри страх і ризик. Вона чесна, відкрита для спілкування, за добро віддячує добром. Тутта ризикує, щоб попередити про небезпеку родину Ларсонів.
Людвіг Ларсон — допитливий, добрий, сміливий, прагне зрозуміти світ. Хоча його родина бачить у ньому невідповідність традиційним «хижим» якостям, саме завдяки своїй доброті Людвіг стає героєм. Кмітливе руде лисеня шукає справжнього друга. Він наражає себе на небезпеку, щоб урятувати родину Карлсонів.
Родина хитрих Ларсонів, що мешкає у норі — найбільша лисяча родина у лісі, складається з тата, мами та чотирнадцяти лисенят. Вони мріють потрапити в курник і незадоволені поведінкою Людвіга. Ларсони уособлюють традиції та стереотипи, з якими Людвіг бореться.
Родина курей Карлсонів — Кукуріка-Пертрус (головний півень), Лаура, Кока та численні братики та сестрички Тутти — живуть у курнику. Кожен заклопотаний своїми проблемами. Вони мріють, щоб щезли всі лиси. Спочатку Карлсони сповнені недовіри, але поступово визнають силу дружби.

## Переклади
Український переклад книги здійснила Галина Кирпа у 2009 році. В Україні вперше повість-казка надрукована у 2009 році у Видавництві Старого Лева.